# Callogryllus parvipennis
Callogryllus parvipennis är en insektsart som först beskrevs av Lucien Chopard 1963.  Callogryllus parvipennis ingår i släktet Callogryllus och familjen syrsor. Inga underarter finns listade i Catalogue of Life.